# Richland (condado de Rusk, Wisconsin)
Richland es un pueblo ubicado en el condado de Rusk en el estado estadounidense de Wisconsin. En el Censo de 2010 tenía una población de 232 habitantes y una densidad poblacional de 3,86 personas por km².

## Geografía
Richland se encuentra ubicado en las coordenadas 45°30′44″N 90°46′47″O / 45.51222, -90.77972. Según la Oficina del Censo de los Estados Unidos, Richland tiene una superficie total de 60.08 km², de la cual 59.73 km² corresponden a tierra firme y (0.58%) 0.35 km² es agua.

## Demografía
Según el censo de 2010, había 232 personas residiendo en Richland. La densidad de población era de 3,86 hab./km². De los 232 habitantes, Richland estaba compuesto por el 99.14% blancos, el 0% eran afroamericanos, el 0% eran amerindios, el 0% eran asiáticos, el 0% eran isleños del Pacífico, el 0% eran de otras razas y el 0.86% pertenecían a dos o más razas. Del total de la población el 1.72% eran hispanos o latinos de cualquier raza.